# واینتسوت
واینتسوت (لهستانی: Łańcut; Polish pronunciation: [ˈwaɲt͡sut]; آلمانی: Landshut، به ییدیش: [לאַנצוט-Lantzut] Error: {{Lang}}: متن دارای نشانه‌گذاری ایتالیک است (راهنما)) یک منطقهٔ مسکونی در لهستان است که در شهرستان واینتسوت واقع شده‌است. واینتسوت ۱۹٫۴۳ کیلومتر مربع مساحت و ۱۸٬۰۶۷ نفر جمعیت دارد.

## خواهرخوانده
شهرهای بالمازوئیوروش، لوچا، لیتومیشل، پیران، کرستهی، تاویرا، اومان و کاستلنوآوو بورمیدا خواهرخوانده‌های واینتسوت هستند.

## نگارخانه

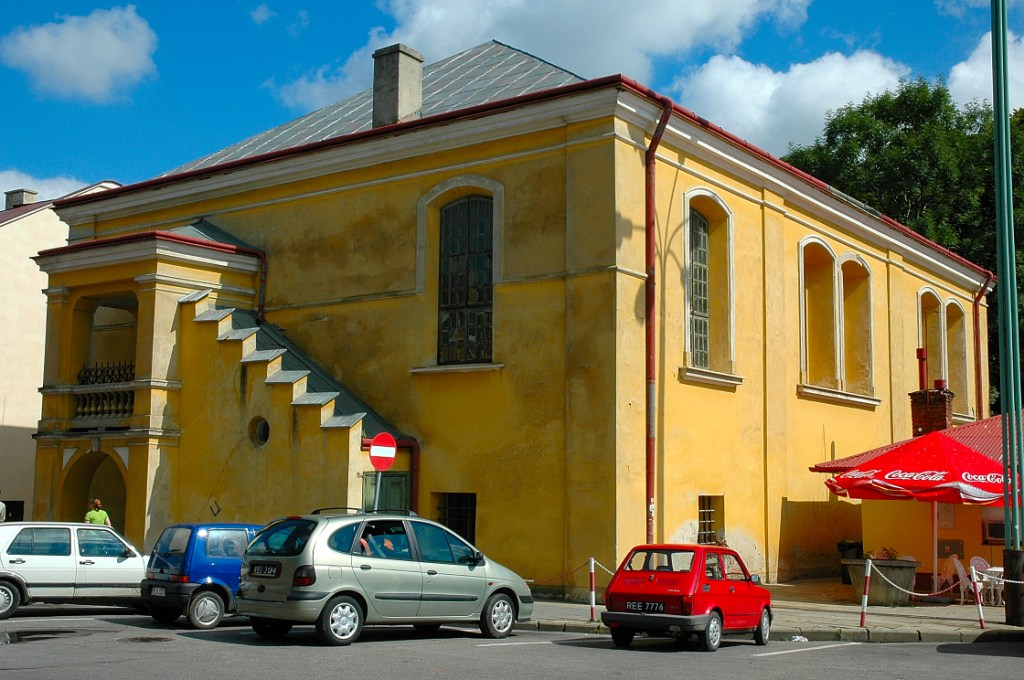
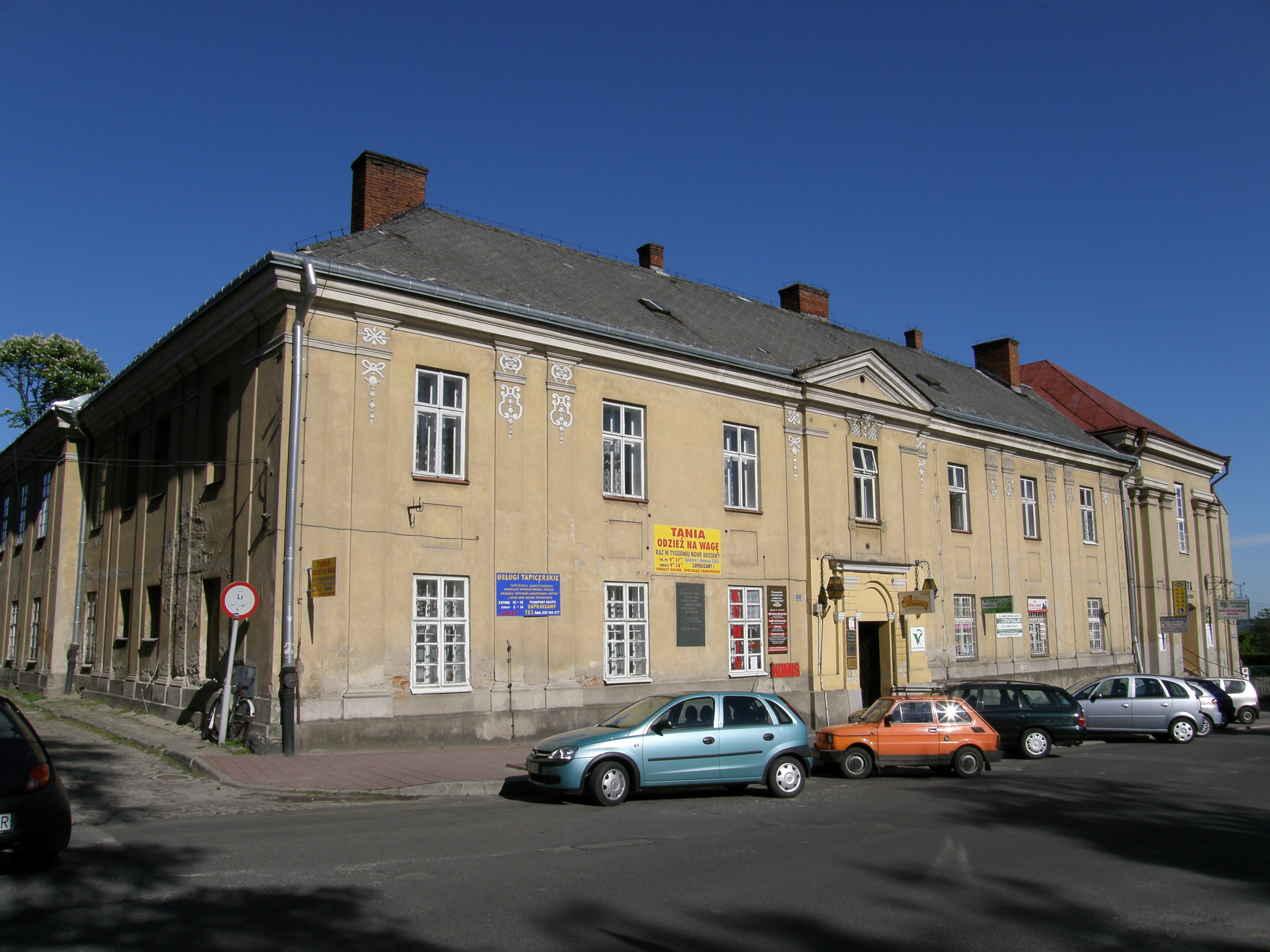
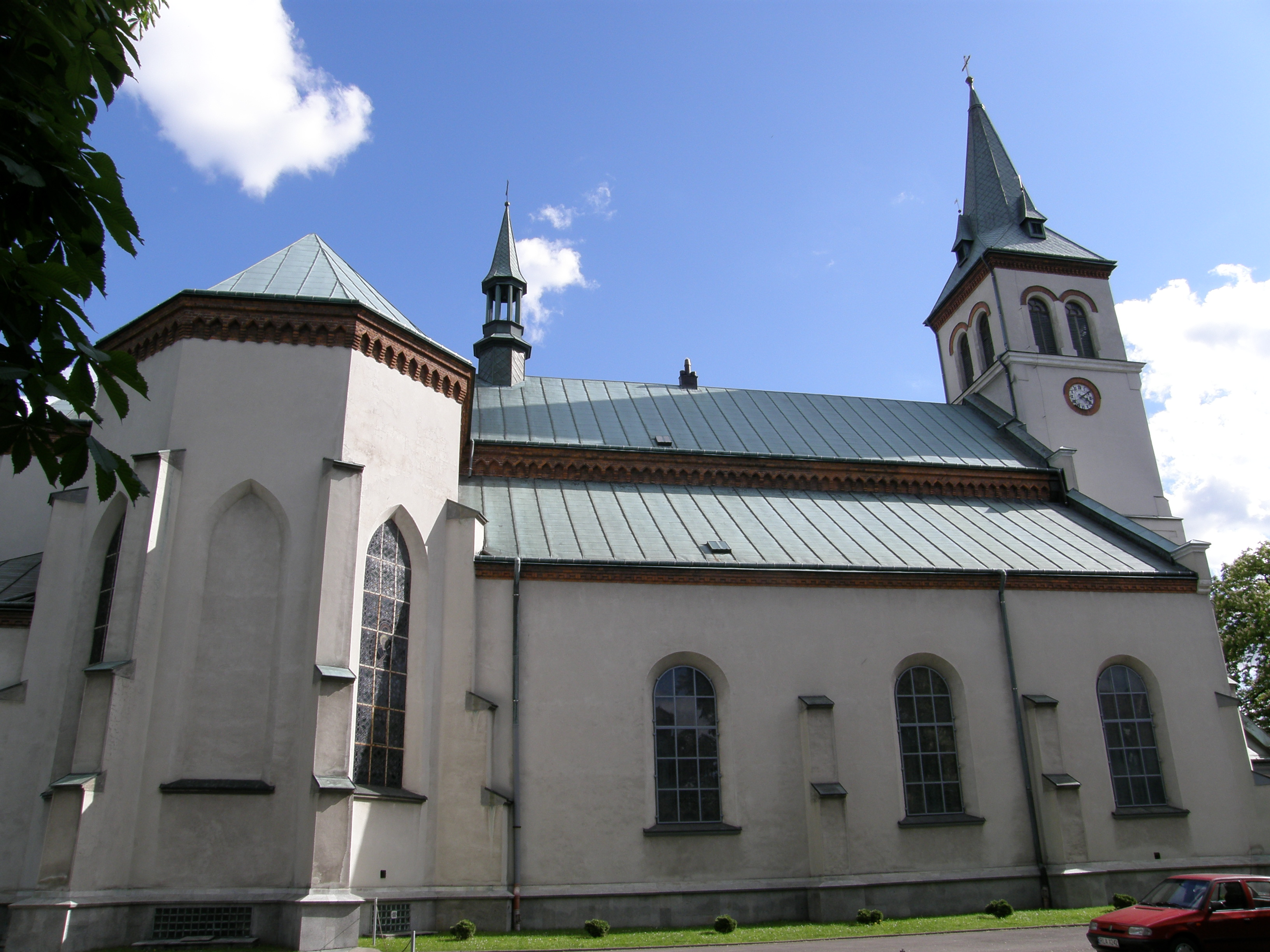